# Мавритано-сенегальський прикордонний конфлікт
Мавритано-сенегальський прикордонний конфлікт (фр. Conflit sénégalo-mauritanien) — збройний конфлікт між двома африканськими країнами Сенегалом і Мавританією.

## Хід конфлікту
Спалах насильства на етнічному ґрунті між сенегальцями і мавританцями, в долині річки Сенегал, вибухнув у середині квітня 1989 року, після вбивства двох чорних сенегальських селян мавританськими прикордонниками. Даний інцидент переріс у збройний конфлікт між двома державами і змусив чорношкірих громадян Мавританії втікати з країни, так як вони стали піддаватися нападкам з боку корінного населення — маврів. Мали місце численні грабежі і кровопролиття з обох сторін. Щонайменше 250 000 осіб залишили свої будинки і стали біженцями. У 1990 році була здійснена спроба Організації африканської єдності виступити посередником у цьому конфлікті, проте успіху вона не мала. Президенту Сенегалу, Абду Діуф, вдалося розробити взаємоприйнятну угоду, яка була підписана двома країнами 18 липня 1991 року. Кордон було відновлено, біженці почали повертатися до своїх домівок у Мавританію.

## Репатріація біженців
У червні 2007 року уряд Мавританії при президенті Сіді ульд Шейха Абдаллахи попросило Верховного комісара Організації Об'єднаних Націй у справах біженців допомогти їм повернути на Батьківщину чорних мавританців, які були змушені залишити країну в ході війни і жили в таборах для біженців в Малі і Сенегалі. За оцінками ООН, на липень 2007 року, понад 20 тисяч біженців проживало в Сенегалі і 6 000 в Малі.